# Europsko prvenstvo u košarci za žene – Francuska 2001.
Europsko prvenstvo u košarci za žene 2001. godine održalo se u Francuskoj 2001. godine.